# Хюснюшах-хатун
Хюснюша́х-хату́н (тур. Hüsnüşah Hatun) также Хюснюша́д-хату́н (тур. Hüsnüşad Hatun; умерла после 1511 года в Бурсе) — наложница османского султана Баязида II, мать шехзаде Шахиншах и, вероятно, Султанзаде-хатун. Как и многие жёны султанов, Хюснюшах занималась благотворительностью — в частности, она была инициатором строительства в Манисе мечети Хатуние.

## Биография
Неизвестно когда и при каких обстоятельствах Хюснюшах-хатун попала в гарем будущего султана Баязида II. Османист Энтони Олдерсон, ссылаясь на турецкого историка Исмаила Хаккы Узунчаршылы, а также турецкий историк Чагатай Улучай в книге «Жёны и дочери султанов» указывают отцом Хюснюшах-хатун Насуха Караманоглу, однако турецкий историк Недждет Сакаоглу отмечает, что это утверждение неверно, поскольку в гаремных архивах она записана как «Хюснюшах бинти Абдулджелиль», что говорит о том, что она была обычной наложницей немусульманского происхождения.
Узунчаршылы в своей книге «Истории Османского государства» и в статье в журнале Belleten, ссылаясь на статью, вышедшую в журнале в Конье, утверждает, что эта хатун была матерью шехзаде Шахиншаха, родившегося в 1464 году. Олдерсон также называет Хюснюшах матерью Шахиншаха, однако указывает другой год рождения шехзаде — 1460. Улучай в статье «Семья Баязида II» пишет, что согласно документам из архива дворца-музея Топкапы Хюснюшах-хатун была наложницей Баязида II и матерью его сына Шахиншаха, в книге «Жёны и дочери султанов» он указывает уже двоих детей — шехзаде Шахиншаха и Султанзаде-хатун. Этих же детей указывает и Сакаоглу.
Когда сын Хюснюшах-хатун занимал должность санджакбея Сарухана и Карамана в 1483—1511 годах, она проживала сначала в Манисе, а затем в Конье. После смерти Шахиншаха в 1511 году Хюснюшах перевезла его тело в Бурсу, где оно было захоронено в комплексе Мурадие. Согласно версии историка Лесли Пирс, Хюснюшах-хатун лично уведомила султана о смерти сына, подписав письмо «мать султана Шахиншаха». Дата смерти самой Хюснюнах-хатун неизвестна, однако скончалась она в Бурсе и была похоронена рядом с сыном — к северу от могилы шехзаде Шахиншаха.
Улучай и Пирс указывают, что сохранились письма Хюснюшах-хатун к султану Явузу, в которых она пишет о судьбе людей её сына.

## Благотворительность
Как и другие жёны султанов Хюснюшах много занималась благотворительностью. Так, известно, что она построила в Манисе мечеть Хатуние (1490) и Куршунлу Хан (1497). Кроме того, Ибрагим Хаккы Коньялы в «Истории Коньи» пишет, что её постройки имеются также в Токате. С другой стороны, Ибрагим Гёкчен в книге «Исторические вакфы и строения Манисы», ссылаясь на документы из архива вакфов, утверждает, что по приказу Хюснюшах-хатун в Манисе в 1497 был построен комплекс Хатуние, включающий мечеть, больницу, благотворительную кухню, школу и хаммам Серабад, а также построила Куршунлу Хан и основала вакф.